# Domenico Massenzio
Domenico Massenzio (Ronciglione, 28 mars 1586 - Rome, 23 octobre 1657) est un compositeur Italien de la période baroque.

## Biographie
Pendant son enfance, il est un élève (comme jeune garçon soprano) de Giovanni Bernardino Nanino à San Luigi dei Francesi à Rome. Il continue à chanter dans la chœur de l'église française comme tenor et chorista (depuis 1603), après avoir quitté à cause de la mue de la voix. Il étude au Seminario Romano de 1606 jusqu'en 1610. Il postule, sans succès, à la chapelle papale en 1608 et de nouveau en 1616. Son premier recueil de motets, dédié au cardinal Odoardo Farnese, est paru en 1612,. Il travaille au Collège anglais de Rome de 1624 à 1626, à la Cappella Giulia en 1626 et 1627. Son dernier recueil a été publié en 1643.

## Œuvre
- Sacræ cantiones, livre I (1612)
- Motecta… una cum litaniis, livre II (1614)
- Sacrorum cantuum… una cum litaniis, livre III (Ronciglione, 1616)
- Sacrarum modulationum, livre IV (1618)
- Psalmi qui in vesperis, livre I (1618)
- Completorium integrum cum Ave regina, Salve regina e motecta, op. 8 (1630)
- Psalmodia vespertina cum Regina caeli et Magnificat, op. 9 (1631)
- Sacri motetti… con la sequenza di Pentecoste et letanie, livre V, op. 10 (1631)
- Salmi vespertini… livre III, op. 11 (1632)
- Libro quarto de’ salmi per il Vespero… Ave maris stella, op. 12 (1634)
- Quinto libro de salmi vespertini, op. 15 (1635)
- Libro sesto dei salmi Davidici vespertini intieri, op. 16 (1636)
- Davidica psalmodia vespertina, livre VII, op. 17 (1643)
- 8 motets (1616, 1618, 1642, 1643, 1646)
- Psaume (1620)

## Édition et enregistrement
- Domenico Massenzio da Ronciglione - Opera Omnia, Édition par Claudio Dall'Albero, Mauro Bacherini, Rugginenti, Milano, 2008
- Office de complies - Chœur de St John's College, Cambridge, dir. George Guest (1988, Meridian)